# 2006 في الاتحاد الأوروبي
الأحداث من عام 2006 في الاتحاد الأوروبي.

## الحكم
- رئيس المفوضية: حزب الشعب خوسيه مانويل باروسو
- رئيس المجلس: النمسا (يناير - يونيو) فنلندا (يوليو - ديسمبر)
- رئيس البرلمان: الاشتراكيون جوزيب بوريل
- الممثل السامي: خافيير سولانا، اشتراكيون

## الأحداث
- 1 كانون الثاني: النمسا تتولى الرئاسة.
- 2 شباط: أطلقت المفوضية كتاب أبيض حول سياسة الاتصال.
- 16 شباط: تمت الموافقة على «توجيه Bolkestein» الخاص بالمفوضية في قراءته الأولى من قبل أعضاء البرلمان الأوروبي للسماح باحتجاجات كبيرة خارج البرلمان.
- 7 نيسان: فتح نطاق eu . للجمهور.
- 4 أيار: المفوضية تتبنى ورقة خضراء حول مبادرة الشفافية الأوروبية .
- 3 حزيران / يونيو: الجبل الأسود يعلن الاستقلال ويؤدي إلى علاقات منفصلة ومفاوضات انضمام.
- 21 حزيران: حضر باروسو القمة الأوروبية الأمريكية في فيينا.
- 1 تموز: فنلندا تتولى الرئاسة.
- 12 تموز: كروس يمنح مايكروسوفت غرامة قدرها 280.5 مليون يورو لسلوكها المناهض للمنافسة.
- 24 تموز: يتبنى المجلس موقفًا مشتركًا بشأن توجيه Bolkestein
- 15 تشؤين الثاني: البرلمان الأوروبي يتبنى توجيه بولكستين في قراءته الثانية.
- 12 كانون الأول: البرلمان يوافق على المفوضين البلغاريين والرومانيين على الرغم من المخاوف بشأن ضعف حقيبة التعددية اللغوية.

## روابط خارجية
- بالفيديو: ماذا فعلت لك أوروبا في 2006؟